# Козлянинов, Иван Тимофеевич
Иван Тимофеевич Козлянинов (1781—1834) — русский командир эпохи наполеоновских войн, генерал-майор.

## Биография
Родился 1 (12) августа 1781 года. Происходил из дворянского рода Новгородской губернии, сын вице-адмирала Т. Г. Козлянинова.
В раннем детском возрасте, 5 июня 1786 года был записан фурьером в Измайловский лейб-гвардии полк; 8 сентября 1787 года произведён в подпрапорщики.
В кампанию 1805 года участвовал в сражении при Аустерлице, за проявленное отличие был награждён орденом Св. Анны 3-й ст. 5 октября 1806 года произведён в капитаны. В 1806—1807 годах сражался против французов в Восточной Пруссии (под Гейльсбергом и Фридландом). Под Фридландом был контужен в левую руку и за отличие награждён орденом Св. Владимира 4-й ст. с бантом. В полковники произведён 11 декабря 1807 года.
В кампанию 1812 года командовал лейб-гвардии Измайловским полком в составе 2-й бригады гвардейской пехотной дивизии 5-го резервного (гвардейского) корпуса 1-й Западной армии. С начала Бородинской битвы вступил в командование полком, но вскоре ему оторвало картечью 2 пальца левой руки. За отличие при Бородине был награждён орденом Св. Владимира 3-й ст.
Возвратился в армию лишь в 1813 году после излечения. Участвовал в кампании 1813 года, сражался при Люцене, Бауцене, Кульме, Лейпциге. За отличие при Бауцене награждён орденом Св. Анны 2-й ст. с алмазами. За храбрость, проявленную в Кульмском сражении, 15 сентября 1813 года произведён в генерал-майоры со старшинством от 16 августа 1813 года. В кампанию 1814 года находился при переходе через Рейн и в походе к Парижу; 29 августа 1814 года был назначен состоять при начальнике 16-й пехотной дивизии.
После возвращения в Россию из Франции 18 ноября 1816 года назначен командиром 1-й бригады 13-й пехотной дивизии, с 11 сентября 1816 года — 1-й бригады 24-й пехотной дивизии, с 18 ноября 1816 года — вновь 1-й бригады 13-й (с 20 мая 1820 года — 17-й) пехотной дивизии.
Награждён 16 декабря 1821 года (по другим данным — в 1822 году) орденом Св. Георгия 4-го кл. № 3537 за выслугу лет в офицерских чинах. 5 февраля 1823 года уволился со службы «по болезни» с мундиром и полной пенсией.
Был награждён также прусским орденом Красного Орла 2-й ст.; Кульмским крестом; знаком отличия «За XX лет беспорочной службы».
Скончался 12 (24) апреля 1834 года от водянки в груди. Похоронен на Смоленском православном кладбище в Петербурге.

## Награды
Боевая служба И. Т. Козлянинова была отмечена многими русскими и иностранными наградами:
российские
- Орден Святой Анны 2-й степени с алмазами.
- Орден Святой Анны 3-й степени.
- Орден Святого Георгия 4-й степени (за выслугу).
- Орден Святого Владимира 3-й степени.
- Орден Святого Владимира 4-й степени с бантом.
- Знак отличия «За XX лет беспорочной службы».

иностранные
- Прусские орден Красного орла 2-й степени и знак Железного Креста за Кульм, медали в память 1812 года, воинскую и дворянскую.

## Семья
Был женат на Анне Ионовне Раевской. Их дети: Сергей (род. 1814?), Николай (род. 1817?), Мария (род. 1819?), Елена.